# GlobeNewswire
GlobeNewswire es una compañía estadounidense que presta servicios de distribución de comunicados de prensa con operaciones principalmente en América del Norte y Europa.
GlobeNewswire fue una filial de Nasdaq, Inc. desde septiembre de 2006 hasta abril de 2018, cuando la West Corporation adquirió las empresas de soluciones de relaciones públicas y servicios de medios digitales, incluido GlobeNewswire. Conocida anteriormente como PrimeNewswire, la empresa cambió su nombre en 2008 con el objetivo de reflejar su alcance internacional.

## Operaciones
Según su página web, la empresa opera una de las mayores redes de distribución de noticias del mundo, especializada en la entrega de comunicados de prensa corporativos, información financiera y contenido multimedia a los medios de comunicación, la comunidad inversora y el público en general.
En junio de 2018, GlobeNewswire introdujo los Media Snippets, que permiten a las organizaciones que publican comunicados de prensa incorporar imágenes, audio, vídeo y transmisión en directo en sus publicaciones con el objetivo de contar una historia de marca más completa y aumentar el compromiso con los medios de comunicación, los inversores y los clientes.
En 2012, GlobeNewswire introdujo un Reproductor de Medios que permite a los usuarios alternar entre vídeos y diapositivas mientras supervisan diversas fuentes de noticias.